# Viktor Aleksandrovič Krylov
Viktor Aleksandrovič Krylov (in russo Виктор Александрович Крылов?; Mosca, 29 gennaio 1838 – San Pietroburgo, 28 febbraio 1906) è stato un drammaturgo, critico teatrale e librettista russo; fu uno dei principali autori del Dizionario Enciclopedico Brockhaus ed Efron.

## Biografia

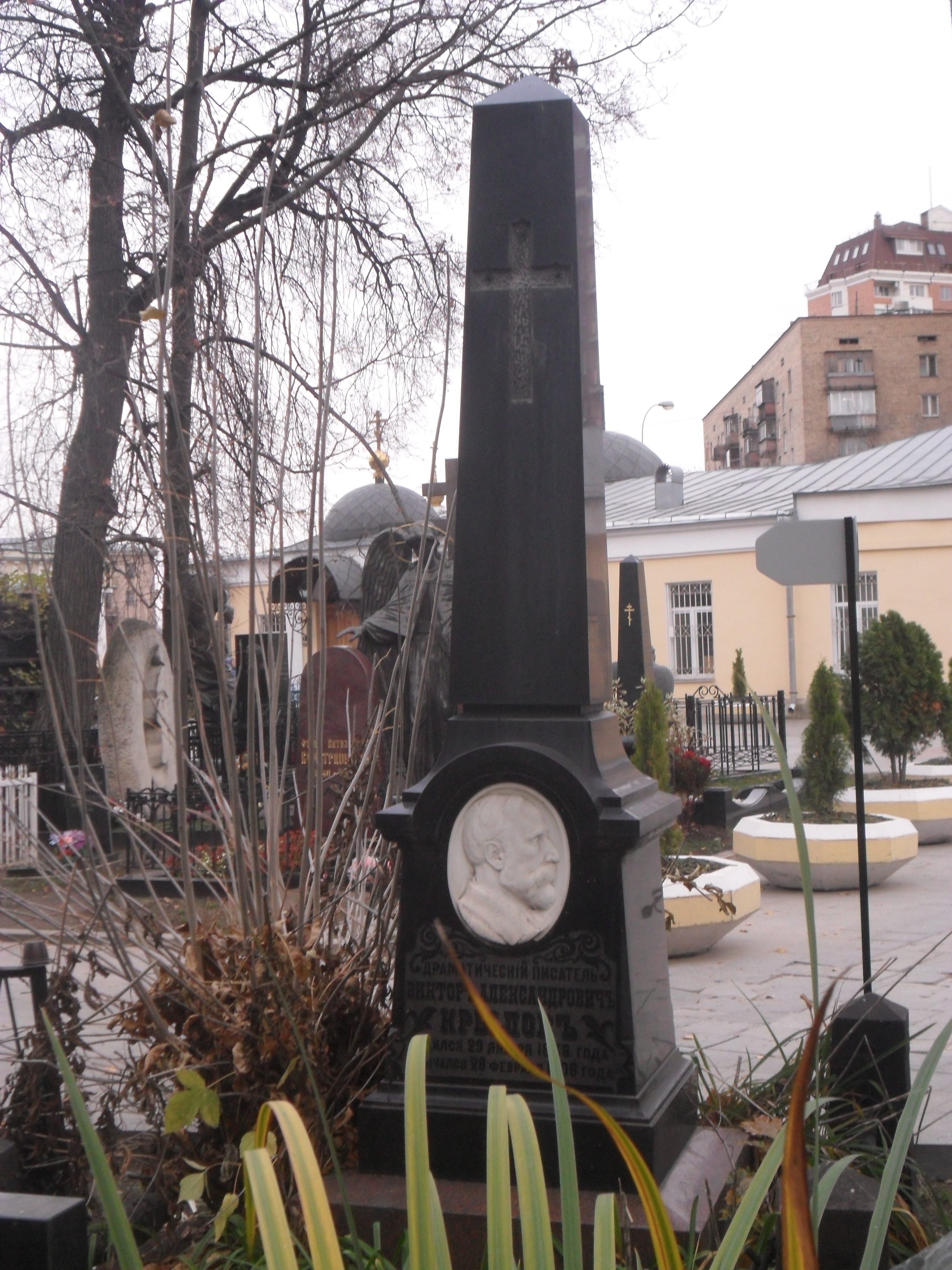
La tomba di Viktor Krylov al cimitero di Vagan'kovo

Viktor Krylov era figlio di un avvocato moscovita. Dopo aver studiato in un ginnasio a Mosca, nel 1856 si iscrisse ad una scuola di ingegneria militare a San Pietroburgo, dove fece amicizia con il musicista Cezar' Kjui, per il quale scrisse i testi di alcune romanze ed i libretti delle prime opere liriche del compositore. Nel 1858 scrisse la sua prima opera teatrale, una commedia basata sul romanzo Polin'ka Saks di Aleksandr Družinin. Nel 1862 Krylov pubblicò il suo primo importante saggio critico sulla commedia Che disgrazia l'ingegno! di Aleksandr Griboedov, che colpì favorevolmente il direttore del quotidiano Sankt-Peterburgskie Vedomosti, al punto da invitarlo a collaborare stabilmente alla sezione di teatro del giornale. Nel 1864, con lo pseudonimo di Viktor Aleksandrov, scrisse la sua prima grande opera teatrale Controcorrente, basata su un racconto di Michail Ščepkin. Nel 1870, dopo il successo della rappresentazione della sua commedia Andando dal giudice, decise di dedicarsi interamente al teatro.  
Fu autore di più di trenta opere originali e circa un centinaio di lavori minori, tra cui rifacimenti e traduzioni, perlopiù commedie e vaudeville. Tra il 1893 ed il 1898 Viktor Krylov fu a capo del dipartimento del repertorio dei teatri imperiali di San Pietroburgo; su di lui Anton Čechov scrisse ad Aleksej Suvorin:
È sepolto a Mosca nel cimitero di Vagan'kovo.